# 阿爾比恩 (緬因州)
阿爾比恩（英語：Albion）是一個位於美國緬因州肯納貝克縣的市鎮。

## 人口
根據2020年美國人口普查的數據，阿爾比恩的面積為102.20平方千米，當中陸地面積為100.57平方千米，而水域面積為1.63平方千米。當地共有人口2006人，而人口密度為每平方千米20人。